# Lista de perfis Bluetooth

O logotipo Bluetooth

Para usar o Bluetooth, um dispositivo deve ser compatível com o subconjunto de perfis Bluetooth (geralmente chamados de serviços ou funções) necessários para usar os serviços desejados. Um perfil Bluetooth é uma especificação referente a um aspecto da comunicação sem fio baseada em Bluetooth entre dispositivos. Ele reside no topo da especificação principal do Bluetooth e (opcionalmente) em protocolos adicionais. Embora o perfil possa usar certos recursos da especificação principal, versões específicas de perfis raramente são vinculadas a versões específicas da especificação principal, tornando-as independentes umas das outras. Por exemplo, existem implementações do Hands-Free Profile (HFP) 1.5 usando as especificações principais do Bluetooth 2.0 e do Bluetooth 1.2.
A maneira como um dispositivo usa o Bluetooth depende de seus recursos de perfil. Os perfis fornecem padrões que os fabricantes seguem para permitir que os dispositivos usem o Bluetooth da maneira pretendida. Para a pilha Bluetooth Low Energy, de acordo com o Bluetooth 4.0, aplica-se um conjunto especial de perfis.
Um sistema operacional host pode expor um conjunto básico de perfis (ou seja, OBEX, HID e coletor de áudio) e os fabricantes podem adicionar perfis adicionais ao seu driver e pilha para aprimorar o que seu dispositivo Bluetooth pode fazer.
No mínimo, cada especificação de perfil contém informações sobre os seguintes tópicos:
- Dependências de outros formatos
- Formatos de interface do usuário sugeridos
- Partes específicas da pilha de protocolos Bluetooth usadas pelo perfil. Para executar sua tarefa, cada perfil usa opções e parâmetros específicos em cada camada da pilha. Isso pode incluir um esboço do registro de serviço necessário, se apropriado.

Este artigo resume as definições atuais de perfis definidos e adotados pelo Bluetooth SIG e possíveis aplicações de cada perfil.

## Advanced Audio Distribution Profile (A2DP)
Este perfil define como o áudio multimídia pode ser transmitido de um dispositivo para outro através de uma conexão Bluetooth (também chamado de Streaming de Áudio Bluetooth). Por exemplo, a música pode ser transmitida de um telefone celular para um fone de ouvido sem fio, transmissor de aparelho auditivo/implante coclear ou áudio automotivo; alternadamente de um laptop/desktop para um fone de ouvido sem fio; além disso, a voz pode ser transmitida de um dispositivo de microfone para um gravador em um PC. O perfil de controle remoto de áudio/vídeo (AVRCP) costuma ser usado em conjunto com o A2DP para controle remoto de dispositivos como fones de ouvido, sistemas de áudio automotivos ou unidades de alto-falantes independentes. Esses sistemas geralmente também implementam Headset (HSP) ou Hands-Free (HFP) para chamadas telefônicas, que podem ser usados separadamente.
Cada serviço A2DP, possivelmente muitos, é projetado para transferir unidirecionalmente um fluxo de áudio em até 2 canais estéreo, de ou para o host Bluetooth. Este perfil depende de AVDTP e GAVDP. Inclui suporte obrigatório para o codec SBC de baixa complexidade (não confundir com os codecs de sinal de voz do Bluetooth, como CVSDM) e suporta opcionalmente MPEG-1 Parte 3/MPEG-2 Parte 3 (MP2 e MP3), MPEG-2 Parte 7/ MPEG-4 Parte 3 (AAC e HE-AAC) e ATRAC, e é extensível para oferecer suporte a codecs definidos pelo fabricante, como aptX.
Embora projetado para uma transferência de áudio unidirecional - o CSR desenvolveu uma maneira de transferir um fluxo mono de volta (e permitir o uso de fones de ouvido com microfones) e incorporou-o aos codecs FastStream e aptX Low Latency. A patente expirou.
Algumas pilhas Bluetooth impõem o esquema de gerenciamento de direitos digitais (DRM) SCMS-T. Nesses casos, é impossível conectar determinados fones de ouvido A2DP para obter áudio de alta qualidade, enquanto alguns fornecedores desativam totalmente a funcionalidade A2DP para evitar que os dispositivos rejeitem o coletor A2DP.

## Attribute Profile (ATT)
O ATT é um protocolo de aplicação de fio para a especificação Bluetooth Low Energy. Está intimamente relacionado ao perfil de atributo genérico (GATT).

## Audio/Video Remote Control Profile (AVRCP)
Este perfil é projetado para fornecer uma interface padrão para controlar TVs, equipamentos Hi-Fi, etc. para permitir que um único controle remoto (ou outro dispositivo) controle todos os equipamentos A/V aos quais um usuário tem acesso. Pode ser usado em conjunto com A2DP ou VDP. É comumente usado em sistemas de navegação de carros para controlar streaming de áudio Bluetooth.
Ele também tem a possibilidade de extensões dependentes do fornecedor.
AVRCP tem várias versões com funcionalidade significativamente crescente:
- 1.0 — Comandos básicos do controle remoto (reproduzir/pausar/parar, etc.)[5]
- 1.3 — tudo do 1.0 mais metadados e suporte ao estado do reprodutor de mídia[6]
  - O status da fonte de música (tocando, parado, etc.)
  - Informações de metadados na própria faixa (artista, nome da faixa, etc.).
- 1.4 — todos os recursos de navegação de mídia 1.3 mais para vários reprodutores de mídia[7]
  - Navegação e manipulação de vários jogadores
  - Navegação de metadados de mídia por media player, incluindo uma lista "Now Playing"
  - Recursos básicos de pesquisa
  - Suporte para volume absoluto
- 1.5 — todo o 1.4 mais correções de especificação e esclarecimentos para controle de volume absoluto, navegação e outros recursos[8]
- 1.6 — todos os itens 1.5 mais dados de navegação e informações de rastreamento[9]
  - Número de itens que estão em uma pasta sem baixar a lista
  - Suporte para transmissão de capas através do protocolo BIP sobre OBEX.
  - 1.6.1[10] e 1.6.2[11] corrigem pequenos erros nas tabelas.[12][13]

## Basic Imaging Profile (BIP)
Este perfil é projetado para enviar imagens entre dispositivos e inclui a capacidade de redimensionar e converter imagens para torná-las adequadas para o dispositivo receptor. Pode ser dividido em pedaços menores:
Envio de imagemPermite o envio de imagens de um dispositivo controlado pelo usuário.
Extração de imagemPermite a navegação e recuperação de imagens de um dispositivo remoto.
Impressão avançada de imagensimprima imagens com opções avançadas usando o formato DPOF desenvolvido pela Canon, Kodak, Fujifilm e Matsushita
Arquivo AutomáticoPermite o backup automático de todas as novas imagens de um dispositivo de destino. Por exemplo, um laptop pode baixar todas as novas fotos de uma câmera sempre que estiver dentro do alcance.
Câmera remotaPermite que o iniciador use remotamente uma câmera digital. Por exemplo, um usuário pode colocar uma câmera em um tripé para uma foto de grupo, usar o telefone para verificar se todos estão enquadrados e ativar o obturador com o usuário na foto.
Visor RemotoPermite que o iniciador envie imagens para serem exibidas em outro dispositivo. Por exemplo, um usuário pode fazer uma apresentação enviando os slides para um projetor de vídeo.

## Basic Printing Profile (BPP)
Isso permite que os dispositivos enviem texto, e-mails, vCards ou outros itens para impressoras com base em trabalhos de impressão. Ele difere do HCRP porque não precisa de drivers específicos da impressora. Isso o torna mais adequado para dispositivos incorporados, como telefones celulares e câmeras digitais, que não podem ser facilmente atualizados com drivers dependentes de fornecedores de impressoras.

## Common ISDN Access Profile (CIP)
Isso fornece acesso irrestrito aos serviços, dados e sinalização que ISDN oferece.

## Cordless Telephony Profile (CTP)
Isso é projetado para telefones sem fio funcionarem usando Bluetooth. Espera-se que os telefones móveis possam usar um gateway CTP Bluetooth conectado a um telefone fixo quando dentro de casa e à rede de telefonia móvel quando fora do alcance. É fundamental para o caso de uso do "telefone 3 em 1" do Bluetooth SIG.

## Device ID Profile (DIP)
Este perfil permite que um dispositivo seja identificado acima e além das limitações da Device Class já disponível no Bluetooth. Ele permite a identificação do fabricante, ID do produto, versão do produto e a versão da especificação de ID do dispositivo que está sendo atendida. É útil para permitir que um PC identifique um dispositivo de conexão e baixe os drivers apropriados. Ele permite aplicativos semelhantes aos permitidos pela especificação Plug-and-play.
Isso é importante para aproveitar ao máximo os recursos do dispositivo identificado. Alguns exemplos que ilustram possíveis usos dessas informações estão listados abaixo:
1. Em modelos de uso de PC para PC (como mesa de conferência e transferência de arquivos), um PC pode usar essas informações para complementar as informações de outras especificações Bluetooth para identificar o dispositivo certo para se comunicar.
2. Um telefone celular pode usar essas informações para identificar acessórios associados ou baixar aplicativos Java de outro dispositivo que anuncie sua disponibilidade.
3. Em modelos de uso de PC para periféricos (como rede discada usando um telefone celular), o PC pode precisar baixar drivers de dispositivo ou outro software para esse periférico de um site. Para fazer isso, o motorista deve conhecer a identidade adequada do periférico. Observe que os dispositivos devem fornecer algumas funcionalidades básicas usando apenas a implementação do perfil Bluetooth e que o software adicional carregado usando as informações de ID do dispositivo só deve ser necessário para recursos estendidos ou proprietários. Da mesma forma, espera-se que os dispositivos que acessam um perfil em outro dispositivo possam fornecer os serviços básicos do perfil, independentemente da presença ou ausência de informações de ID do dispositivo.

## Dial-up Networking Profile (DUN)
Este perfil fornece um padrão para acessar a Internet e outros serviços dial-up por Bluetooth. O cenário mais comum é acessar a Internet de um laptop discando em um telefone celular, sem fio. Baseia-se no Perfil de Porta Serial (SPP) e fornece uma conversão relativamente fácil de produtos existentes, por meio dos muitos recursos que possui em comum com os protocolos seriais com fio existentes para a mesma tarefa. Isso inclui o conjunto de comandos AT especificado no Instituto Europeu de Padrões de Telecomunicações (ETSI) 07.07 e o Protocolo Ponto a Ponto (PPP).
DUN distingue o iniciador (Terminal DUN) da conexão e o provedor (Gateway DUN) da conexão. O gateway fornece uma interface de modem e estabelece a conexão com um gateway PPP. O terminal implementa o uso do modem e do protocolo PPP para estabelecer a conexão de rede. Em telefones padrão, a funcionalidade PPP do gateway é geralmente implementada pelo ponto de acesso do provedor de telecomunicações. Em smartphones "always on", o gateway PPP geralmente é fornecido pelo telefone e o terminal compartilha a conexão.

## Fax Profile (FAX)
Este perfil destina-se a fornecer uma interface bem definida entre um telefone celular ou telefone fixo e um PC com software de fax instalado. O suporte deve ser fornecido para conjuntos de comandos ITU T.31 e/ou ITU T.32 AT conforme definido pelo ITU-T. Chamadas de dados e voz não são cobertas por este perfil.

## Generic Audio/Video Distribution Profile (GAVDP)
GAVDP fornece a base para A2DP e VDP, a base dos sistemas projetados para distribuição de fluxos de vídeo e áudio usando a tecnologia Bluetooth.
O GAVDP define dois papéis, o de um Iniciador e um Aceitador:
- Iniciador (INT) – Este é o dispositivo que inicia um procedimento de sinalização.
- Acceptor (ACP) – Este é o dispositivo que deve responder a uma solicitação recebida do INT

Nota: as funções não são fixas aos dispositivos. As funções são determinadas quando você inicia um procedimento de sinalização e são liberadas quando o procedimento termina. As funções podem ser alternadas entre dois dispositivos quando um novo procedimento é iniciado.
O Baseband, LMP, L2CAP e SDP são protocolos Bluetooth definidos nas especificações Bluetooth Core. O AVDTP consiste em uma entidade de sinalização para negociação de parâmetros de streaming e uma entidade de transporte que lida com o streaming.

## Generic Access Profile (GAP)
Fornece a base para todos os outros perfis. O GAP define como duas unidades Bluetooth descobrem e estabelecem uma conexão entre si.

## Generic Attribute Profile (GATT)
Fornece serviços de descoberta e descrição de perfil para o protocolo Bluetooth Low Energy. Ele define como os atributos ATT são agrupados em conjuntos para formar serviços.

## Generic Object Exchange Profile (GOEP)
Fornece uma base para outros perfis de dados. Com base no OBEX e às vezes referido como tal.

## Hard Copy Cable Replacement Profile (HCRP)
Isso fornece uma alternativa sem fio simples para uma conexão de cabo entre um dispositivo e uma impressora. Infelizmente, ele não define um padrão em relação às comunicações reais com a impressora; portanto, são necessários drivers específicos para o modelo ou faixa da impressora. Isso torna esse perfil menos útil para dispositivos incorporados, como câmeras digitais e palmtops, pois a atualização de drivers pode ser problemática.

## Health Device Profile (HDP)
O perfil do termômetro de saúde (HTP) e o perfil de frequência cardíaca (HRP) também se enquadram nessa categoria.
Perfil desenvolvido para facilitar a transmissão e recepção de dados de Dispositivos Médicos. As APIs dessa camada interagem com o protocolo de adaptação multicanal de nível inferior (camada MCAP), mas também executam o comportamento SDP para conectar-se a dispositivos HDP remotos. Também faz uso do Device ID Profile (DIP).

## Hands-Free Profile (HFP)
Este perfil é utilizado para permitir que os kits mãos-livres do automóvel comuniquem com os telemóveis no automóvel. Ele geralmente usa o link Synchronous Connection Oriented (SCO) para transportar um canal de áudio mono com modulação delta de inclinação continuamente variável ou modulação de código de pulso e com quantização logarítmica a-law ou μ-law. A versão 1.6 adiciona suporte opcional para fala de banda larga com o codec mSBC, uma configuração monoaural de 16 kHz do codec SBC exigida pelo perfil A2DP. A versão 1.7 adiciona suporte a indicadores para relatar coisas como o nível da bateria do fone de ouvido.
Em 2002, a Audi, com o Audi A8, foi a primeira fabricante de automóveis a instalar a tecnologia Bluetooth em um carro, permitindo que o passageiro usasse um telefone sem fio no carro. No ano seguinte, a DaimlerChrysler e a Acura introduziram a integração da tecnologia Bluetooth com o sistema de áudio como um recurso padrão na terceira geração do Acura TL em um sistema denominado HandsFree Link (HFL). Mais tarde, a BMW o adicionou como uma opção em seus veículos Série 1, Série 3, Série 5, Série 7 e X5. Desde então, outros fabricantes seguiram o exemplo, com muitos veículos, incluindo o Toyota Prius (desde 2004), Toyota Camry 2007, Infiniti G35 2006 e Lexus LS 430 (desde 2004). Vários modelos Nissan (Versa, X-Trail) incluem um Bluetooth integrado para a opção Tecnologia. A Volvo começou a introduzir suporte em alguns veículos em 2007 e, a partir de 2009, todos os veículos habilitados para Bluetooth suportam HFP.
Muitos fabricantes de produtos eletrônicos de áudio para carros, como Kenwood, JVC, Sony, Pioneer e Alpine, constroem receptores de áudio para carros que abrigam módulos Bluetooth, todos com suporte para várias versões HFP.
Os kits veiculares Bluetooth permitem que os usuários com telefones celulares equipados com Bluetooth façam uso de alguns dos recursos do telefone, como fazer chamadas, enquanto o próprio telefone pode ser deixado no bolso ou na bolsa do usuário. Empresas como Visteon Corp., Peiker acustic, RAYTEL, Parrot SA, Novero, Dension, S1NN e Motorola fabricam kits de viva-voz Bluetooth para fabricantes de automóveis de marcas conhecidas.
A maioria dos headsets Bluetooth implementa tanto o Perfil Hands-Free quanto o Headset Profile, devido aos recursos extras do HFP para uso com um telefone celular, como rediscagem do último número, chamada em espera e discagem por voz.
O lado do telefone celular de um link HFP é o Audio Gateway ou HFP Server. O lado do automóvel do link HFP é Car Kit ou HFP Client.

## Human Interface Device Profile (HID)
Fornece suporte para dispositivos como mouses, joysticks, teclados e botões e indicadores simples em outros tipos de dispositivos. Ele é projetado para fornecer um link de baixa latência, com baixos requisitos de energia. Os controladores do PlayStation 3 e os controles remotos do Wii também usam o Bluetooth HID.
O Bluetooth HID é um invólucro leve do protocolo de dispositivo de interface humana definido para USB. O uso do protocolo HID simplifica a implementação do host (ex: suporte por sistemas operacionais), permitindo a reutilização de parte do suporte existente para USB HID para também oferecer suporte a Bluetooth HID.
O teclado e os teclados devem ser seguros. Para outros HIDs, a segurança é opcional.

## Headset Profile (HSP)
Este é o perfil mais comumente usado, fornecendo suporte para os populares headsets Bluetooth para serem usados com telefones celulares e consoles de jogos. Ele conta com áudio SCO codificado em CVSD ou PCM de 64 kbit/s e um subconjunto de comandos AT de GSM 07.07 para controles mínimos, incluindo a capacidade de tocar, atender uma chamada, desligar e ajustar o volume.

## iPod Accessory Protocol (iAP)
O protocolo iAP e posterior iAPv2 são protocolos proprietários desenvolvidos pela Apple Inc. para comunicação com acessórios de terceiros para iPhones, iPods e iPads. A maioria dos drivers e pilhas bluetooth para Windows não oferece suporte ao perfil iAP, pois o uso desses protocolos requer uma licença MFi da Apple e, portanto, é exibido como "Dispositivo periférico Bluetooth" ou "Função Bluetooth não suportada" no Gerenciador de dispositivos.

## Intercom Profile (ICP)
Isso geralmente é chamado de perfil walkie-talkie. É outro perfil baseado em TCS, contando com o SCO para transportar o áudio. Propõe-se permitir chamadas de voz entre dois aparelhos com capacidade Bluetooth, via Bluetooth.
O padrão ICP foi retirado em 10 de junho de 2010.

## LAN Access Profile (LAP)
O perfil LAN Access permite que um dispositivo Bluetooth acesse LAN, WAN ou Internet através de outro dispositivo que tenha uma conexão física com a rede. Ele usa PPP sobre RFCOMM para estabelecer conexões. O LAP também permite que o dispositivo se conecte a uma rede Bluetooth ad-hoc.
O perfil de acesso LAN foi substituído pelo perfil PAN na especificação Bluetooth.

## Mesh Profile (MESH)
A especificação do perfil de malha permite a comunicação muitos-para-muitos por rádio Bluetooth. Ele suporta criptografia de dados, autenticação de mensagens e destina-se à construção de sistemas de iluminação inteligentes eficientes e redes IoT.
A camada de aplicação para Bluetooth Mesh foi definida em uma especificação de modelo de malha separada. A partir da versão 1.0 foram definidos iluminação, sensores, tempo, cenas e dispositivos genéricos.
Além disso, as propriedades específicas do aplicativo foram definidas na Especificação das propriedades do dispositivo de malha, que contém as definições para todas as características GATT específicas da malha e seus descritores.

## Message Access Profile (MAP)
A especificação Message Access Profile (MAP) permite a troca de mensagens entre dispositivos. Usado principalmente para uso de viva-voz automotivo. O perfil MAP também pode ser utilizado para outros usos que exijam a troca de mensagens entre dois dispositivos. O caso de uso automotivo Hands-Free é onde um dispositivo terminal integrado (normalmente um dispositivo eletrônico como um Car-Kit instalado no carro) pode se comunicar via capacidade de mensagens com outro dispositivo de comunicação (normalmente um telefone celular). Por exemplo, o Bluetooth MAP é usado pelo HP Enviar e receber mensagens de texto (SMS) de um smartphone Palm/HP para um tablet HP TouchPad. O Bluetooth MAP é usado pela Ford em veículos selecionados de 2011 e 2012 equipados com SYNC Geração 1 e também pela BMW com muitos de seus sistemas iDrive. Os modelos Lexus LX e GS 2013 também suportam MAP, assim como o Honda CRV 2012, Acura 2013 e ILX 2013. A Apple introduziu o Bluetooth MAP no iOS 6 para iPhone e iPad. O suporte para Android foi introduzido na versão 4.4 (KitKat).

## Object Push Profile (OPP)
Um perfil básico para enviar "objetos", como fotos, cartões de visita virtuais ou detalhes de compromissos. Chama-se push porque as transferências são sempre instigadas pelo remetente (cliente), não pelo destinatário (servidor).
O OPP usa as APIs do perfil OBEX e as operações OBEX usadas no OPP são conectar, desconectar, colocar, obter e abortar. Ao usar essas APIs, a camada OPP residirá no OBEX e, portanto, seguirá as especificações da pilha Bluetooth.

## Personal Area Networking Profile (PAN)
Este perfil destina-se a permitir o uso do protocolo de encapsulamento de rede Bluetooth em protocolos de camada 3 para transporte em um link Bluetooth.

## Phone Book Access Profile (PBAP, PBA)
Acesso à agenda telefônica (PBA). ou Phone Book Access Profile (PBAP) é um perfil que permite a troca de objetos da lista telefônica entre dispositivos. É provável que seja usado entre um kit veicular e um telefone celular para:
- permitir que o kit veicular exiba o nome do chamador recebido;
- permite que o kit veicular baixe a lista telefônica para que o usuário possa iniciar uma chamada a partir do visor do carro.

O perfil consiste em duas funções:
- PSE - Phone Book Server Equipamento para o lado que entrega os dados da agenda telefônica, como um telefone celular
- PCE - Phone Book Client Equipment, para o dispositivo que recebe esses dados, como um dispositivo de navegação pessoal (PND)

## Proximity Profile (PXP)
O perfil de proximidade (PXP) permite o monitoramento de proximidade entre dois dispositivos. Esse recurso é especialmente útil para desbloquear dispositivos como um PC quando um smartphone Bluetooth conectado estiver próximo.

## Serial Port Profile (SPP)
Este perfil é baseado no ETSI 07.10 e no protocolo RFCOMM. Ele emula um cabo serial para fornecer um substituto simples para o RS-232 existente, incluindo os sinais de controle familiares. É a base para Linha discadaDUN, FAX, HSP e AVRCP. A capacidade máxima de carga útil do SPP é de 128 bytes.
Serial Port Profile define como configurar portas seriais virtuais e conectar dois dispositivos habilitados para Bluetooth.

## Service Discovery Application Profile (SDAP)
O SDAP descreve como um aplicativo deve usar o SDP para descobrir serviços em um dispositivo remoto. O SDAP requer que qualquer aplicativo seja capaz de descobrir quais serviços estão disponíveis em qualquer dispositivo habilitado para Bluetooth ao qual ele se conecta.

## SIM Access Profile (SAP, SIM, rSAP)
Este perfil permite que dispositivos como telefones automotivos com transceptores GSM integrados se conectem a um cartão SIM em um telefone habilitado para Bluetooth, portanto, o próprio telefone automotivo não requer um cartão SIM separado e a antena externa do carro pode ser usada. Este perfil é algumas vezes referido como rSAP (remote-SIM-Access-Profile), embora esse nome não apareça na especificação do perfil publicada pelo Bluetooth SIG. Informações sobre telefones compatíveis com SAP podem ser encontradas abaixo:
Atualmente os seguintes carros por design podem funcionar com SIM-Access-Profile:
| Fabricante    | Modelo |
| ------------- | --- |
| Audi          | A3 E-tron, A4 (desde Typ 8K), A5, A6, A7, A8, Q3, Q5, Q7 desde a semana de produção 34/2006: Autotelefone Bluetooth |
| Bentley       | Continental GT, GTC |
| BMW           | Adaptador Snap-In SAP disponível para 1 Series, 3 Series, 7 Series (desde 09/08), 5 Series, 6 Series (desde 11/08), Z4 (desde 02/09), X5, X6 (desde 10/09) |
| Citroën       | Citroën C5, Citroën C6, (conhecido por modelos reais) |
| Ferrari       | 599 GTB |
| Lancia        | Lancia Delta |
| Mercedes-Benz | todos os modelos com Comfort Phone e adaptador SAP (V1 a V4) |
| Opel          | Astra J, Insignia, Meriva B, Zafira Tourer, Opel Ampera |
| Porsche       | todos os modelos desde ModelYear 2008 até Porsche Communication Management (PCM) com módulo de telefone |
| SEAT          | todos os modelos com mãos livres Bluetooth PREMIUM |
| Škoda         | todos os modelos com mãos livres Bluetooth PREMIUM (excluindo Yeti até a mudança de modelo em 2012) |
| Volkswagen    | todos os modelos com mãos livres Bluetooth PREMIUM; a partir de ModelYear 2011, este módulo nesses carros possui protocolo HFP adicional, o que oferece a opção de oferecer suporte a celulares com funcionalidade SAP - funcionalidade mínima, apenas uso do alto-falante e microfone do carro. |

Muitos fabricantes de telefones celulares baseados em GSM oferecem suporte para SAP/rSAP. É compatível com os sistemas operacionais de telefone Android, Maemo e MeeGo. Nem o iOS da Apple nem o Windows Phone da Microsoft suportam rSAP; ambos usam PBAP para integração Bluetooth entre celular e automóvel.
| Fabricante | Modelos baseados em Android |
| ---------- | --- |
| Alcatel    | - OT 918D |
| Google     | - Nexus 5X - Nexus 6P - Pixel - Pixel Xl - Pixel 2 - Pixel 2XL |
| HTC        | - Oficialmente falta de suporte, mas em poucos modelos existe a possibilidade de adicionar esta opção. |
| LG         | - LG G2 - LG G3 - LG G4 |
| Samsung    | - GT-I9000 Galaxy S - GT-I9001 Galaxy S plus - GT-S5570 Galaxy mini(POP) - GT-I9100 Galaxy S II (somente para Android 2.3.x, com atualização mais recente de 4.0.4 novamente possível) - GT-I9300 Galaxy S III - GT-I9305 Galaxy S III LTE - GT-I9505 Galaxy S IV - GT-I8150 Galaxy W - GT-N7000 Galaxy Note - GT-N7100 Galaxy Note II - GT-P1000 Galaxy Tab - GT-I9105P Galaxy S II Plus |

| Fabricante | Modelos baseados em Apple iOS |
| ---------- | ----------------------------- |
| Apple      | Oficialmente falta de suporte |

### Sistemas descontinuados
| Fabricante | Modelos baseados no BlackBerry OS |
| ---------- | --- |
| BlackBerry | - Bold 9000, Bold 9700, Bold 9780, Bold 9900, Bold 9930 - Curve 8900, Curve 8520, Curve 9360, Curve 9380 - Storm 9500, Storm 9520 - Torch 9800, Torch 9810, Torch 9860 - Z10, Z30, Q5, Q10, Z3, Passport, Classic (somente com OS 10.2 e posterior) |

| Fabricante | Modelos baseados em Symbian Belle / Nokia Belle |
| ---------- | --- |
| Nokia      | - Modelos baseados em Symbian Belle: Nokia 603, 700, 701, 808 - Modelos baseados em Symbian Anna com atualização oficial para Symbian Belle: Nokia E6-00, E7-00, N8-00, C6-01, C7-00, X7-00 - Dispositivos Symbian mais antigos - Communicator-Series: Nokia 9300i, 9500, E90 |

| Fabricante    | Modelos baseados em Windows Mobile 5.x / 6.x |
| ------------- | --- |
| Garmin-Asus   | - nüvifone M10 |
| HTC           | - Todos os modelos WM |
| Mitac         | - Mio A701 |
| Samsung       | - GT-B7610, GT-B7620, GT-B7350 (OMNIA 735) - SGH-i900 |
| Sony Ericsson | - XPERIA X1 |
| T-Mobile      | - Ameo, MDA Mail, MDA Pro, MDA touch, MDA touch plus, MDA Compact V, MDA Compact II, MDA Vario V, MDA Vario IV, MDA Vario III, MDA Vario II e I (somente com o firmware mais recente) |
| O2            | - XDA Trion, XDA Nova, XDA Orbit (works with Windows Mobile 6.1 also in VW Passat B6)                                                                                                 |
| Vodafone      | - VPA III compact |

| Fabricante | Modelos baseados no Windows Phone 7.x / 8.x |
| ---------- | ------------------------------------------- |
| HTC        | Oficialmente falta de suporte               |
| Nokia      | Oficialmente falta de suporte               |
| Samsung    | Oficialmente falta de suporte               |

| Fabricante   | Feature phones e smartphones legados |
| ------------ | --- |
| BenQ-Siemens | - C81, CX75 - E71, EL71 - M75, M81 - S65, S68, S75, SK65, SL75, SP65 |
| LG           | - BL20, BL40 - GD510, GD880 - HB620t - KB770, Arena (Lista completa no formulário de solicitação Fabricante - 27 de abril de 2010) |
| Nokia        | - 2323 Classic, 2330, 2600 Classic, 2630, 2660, 2680 slide, 2700 Classic, 2760 - 3109 Classic, 3110 Classic, 3250, 3250 Xpress Music, 3500 Classic, 3600 Slide, 3710 fold, 3720 Classic - 5200, 5230, 5300, 5310/5320/5330/5530/5630/5730, 5500, 5610 Xpress Music, 5700 Xpress Music, 5800 Xpress Music - 6021, 6085, 6086, 6103, 6110 Navigator, 6111, 6112, 6120 Classic, 6121 Classic, 6125, 6131, 6151, 6210 Navigator, 6220 classic, 6124 classic, 6230, 6230i, 6233, 6234, 6260 Slide, 6267, 6270, 6280, 6288, 6290, 6300, 6300i, 6303, 6303i, 6303i classic 6301, 6500 Classic, 6500 Slide, 6555, 6600 fold, 6600 slide, 6600i slide, 6650 Fold, 6700 Classic, 6710 Navigator, 6720 Classic, 6730 Classic, 6760 Slide, 6810, 6820, 6822 - 7020, 7210 Supernova, 7230, 7280, 7330, 7370, 7373, 7390, 7500 Prism, 7510 Supernova, 7610 Supernova, 7900 Prism - 8600 Luna, 8800, 8800 Arte, 8800 Sapphire Arte, 8800 Carbon Arte, 8800 Sirocco, Communicator - 9300, Communicator 9300i, Communicator 9500 (ab Software 5.22) - C1-01, C2-01, C5 - E50, E51, E52, E55, E60, E61, E61i, E63, E65, E66, E70, E71, E72, E75, E90 - N71, N72, N73, N76, N77, N78, N79, N80, N800, N81, N82, N83, N85, N86, N810, N91, N92, N93, N93i, N95, N95 8GB, N96, N97, N97 mini - X2, X6 |
| Palm         | - Treo Pro Smartphone |
| Samsung      | baseado no sistema operacional Symbian: - GT-I7110 Pilot, GT-I8510 innov8, GT-I8910 OmniaHD, SGH-G810, SGH-i550, SGH-i560 baseado em Bada OS: - GT-S5250 (Wave 525), GT-S5330 (Wave 533), GT-S5780 (Wave 578), GT-S7230 (Wave 723), GT-S7250 (Wave M), GT-S5380 (Wave Y), GT-S8500 (Wave, com limitações), GT-S8530 (Wave II), GT-S8600 (Wave 3) baseado em Sistemas especiais/dedicados: - GT-B2100, GT-B2710, GT-B3410, GT-C3780, GT-E1130, GT-E1310, GT-E2100, GT-E2370, GT-I6410, GT-I8320, - GT-M3200, GT-M3510, GT-M7500, GT-M7600, GT-M8800, GT-M8910 - GT-S3100, GT-S3600, GT-S3650, GT-S5230, GT-S5260, GT-S5510, GT-S5600, GT-S5620, GT-S7220, GT-S7330, GT-S7350, GT-S8000, GT-S8300, GT-S9110 - SGH-D900, SGH-E250 - SGH-F110, SGH-F330, SGH-F400, SGH-F480, SGH-F490, SGH-F500, SGH-F700 - SGH-G400, SGH-G600, SGH-G800, SGH-J150, SGH-J700 - SGH-L170, SGH-L760, SGH-L810, SGH-M150, SGH-M200 - SGH-U700, SGH-U800, SGH-U900 |

## Synchronization Profile (SYNCH)
Este perfil permite a sincronização de itens do Personal Information Manager (PIM). Como esse perfil se originou como parte das especificações de infravermelho, mas foi adotado pelo Bluetooth SIG para fazer parte da especificação principal do Bluetooth, também é comumente referido como Sincronização IrMC.

## Synchronisation Mark-up Language Profile (SyncML)
Para Bluetooth, a sincronização é uma das áreas mais importantes. As especificações Bluetooth até, e incluindo 1.1, têm perfil de sincronização baseado em IrMC. Mais tarde, muitas das empresas do Bluetooth SIG já tinham soluções de sincronização proprietárias e não queriam implementar a sincronização baseada em IrMC também, daí o SyncML emergiu. SyncML é uma iniciativa aberta da indústria para o protocolo comum de sincronização de dados. O protocolo SyncML foi desenvolvido por algumas das empresas líderes em seus setores, Lotus, Motorola, Ericsson, Matsushita Communication Industrial Co., Nokia, IBM, Palm Inc., Psion e Starfish Software; juntamente com mais de 600 empresas SyncML Supporter. SyncML é um protocolo de sincronização que pode ser usado por dispositivos para comunicar as alterações que ocorreram nos dados armazenados neles. No entanto, o SyncML é capaz de oferecer mais do que apenas sincronização básica; é extensível, fornecendo comandos poderosos para permitir a pesquisa e execução.

## Video Distribution Profile (VDP)
Este perfil permite o transporte de um fluxo de vídeo. Ele pode ser usado para transmitir um vídeo gravado de um centro de mídia de PC para um reprodutor portátil ou um vídeo ao vivo de uma câmera de vídeo digital para uma TV. O suporte para a linha de base H.263 é obrigatório. O MPEG-4 Visual Simple Profile e os perfis H.263 3 e 8 são opcionalmente suportados e cobertos na especificação.

## Wireless Application Protocol Bearer (WAPB)
Este é um perfil para transportar protocolo de aplicativo sem fio (WAP) sobre protocolo ponto a ponto sobre Bluetooth.

## Perfis futuros
Esses perfis ainda não estão finalizados, mas atualmente são propostos no Bluetooth SIG:
- Informação digital irrestrita (UDI)
- Perfil de descoberta de serviço estendido (ESDP)[35]
- Perfil de videoconferência (VCP): esse perfil deve ser compatível com 3G-324M e oferecer suporte a videoconferência em uma conexão 3G de alta velocidade.
- Tempow Audio Profile (TAP): este novo perfil de áudio foi apresentado no Bluetooth World 2017 em Santa Clara. Permite novas funções de áudio, atualizando o perfil A2DP atual.[36][37]

A compatibilidade de produtos com perfis pode ser verificada no site do Programa de Qualificação Bluetooth.